# Séries de divisions de la Ligue américaine de baseball 2009
Les Séries de divisions de la Ligue américaine de baseball 2009 sont deux séries éliminatoires de première ronde dans les Ligues majeures de baseball. Elles mèneront à la Série de championnat de la Ligue américaine, puis à la Série mondiale 2009. 
Les Séries de divisions sont constituées de deux séries trois de cinq, opposant les champions des trois divisions de la Ligue américaine de baseball ainsi qu'une équipe qualifiée comme meilleure deuxième. 
Cette ronde éliminatoire a débuté le mercredi 7 octobre et s'est terminée le dimanche 11 octobre, les Yankees de New York et les Angels de Los Angeles accédant à la Série de championnat.

## Yankees de New York vs. Twins du Minnesota
Les Yankees de New York se sont qualifiés en tant que champions de la division Est de la Ligue américaine. Leur fiche de 103 victoires contre seulement 59 défaites fut la meilleure du baseball en 2009. Avec leur meilleure saison régulière depuis 2002, ils ont devancé les Red Sox de Boston par 8 parties.  Les Yankees, troisièmes dans l'Est l'année précédente, participent aux éliminatoires pour la première fois depuis 2007.
Les Twins du Minnesota ont remporté le championnat de la division Centrale après avoir remporté 17 de leurs 21 dernières parties en saison régulière, battant ultimement les Tigers de Detroit dans un match-suicide remporté 6-5 en 12 manches de jeu, le 6 octobre. Minnesota participe aux éliminatoires pour une première fois depuis le championnat de cette même division en 2006. Leur dossier fut de 87-76 en saison 2009.

### Calendrier des rencontres
| Match | Date       | Visiteur            | Hôte                | Score              |
| ----- | ---------- | ------------------- | ------------------- | ------------------ |
| 1     | 7 octobre  | Twins du Minnesota  | Yankees de New York | 2 - 7              |
| 2     | 9 octobre  | Twins du Minnesota  | Yankees de New York | 3 - 4 (11 manches) |
| 3     | 11 octobre | Yankees de New York | Twins du Minnesota  | 4 - 1              |

### Match 1
Mercredi 7 octobre 2009 au Yankee Stadium, New York, NY.
| Twins du Minnesota | 0 | 0 | 2 | 0 | 0 | 0 | 0 | 0 | 0 | 2 | 10 | 1 |
| Yankees de New York | 0 | 0 | 2 | 1 | 3 | 0 | 1 | 0 | X | 7 | 9  | 0 |
| Lanceurs partants : MIN : Brian Duensing NYY : C.C. Sabathia Vic. : C.C. Sabathia (1-0) Déf. : Brian Duensing (0-1) HRs: NYY : Derek Jeter (1), Hideki Matsui (1) |   |   |   |   |   |   |   |   |   |   |    |   |

Grâce à des circuits de Derek Jeter et Hideki Matsui et un coup de deux buts opportun de Nick Swisher, les Yankees comblèrent un déficit de 0-2 pour l'emporter 7-2 dans la tout premier match éliminatoire disputé dans l'histoire du nouveau Yankee Stadium. Alex Rodriguez, souvent critiqué pour ses contre-performances en séries, produisit un point pour mettre fin à une séquence de 40 coureurs laissés sur les buts en éliminatoires, séquence qui avait débuté en Série de division 2004. Rodriguez était 0 en 29 avec des joueurs sur les sentiers avant ce match.

### Match 2
Vendredi 9 octobre 2009 au Yankee Stadium, New York, NY.
| Twins du Minnesota | 0 | 0 | 0 | 0 | 0 | 1 | 0 | 2 | 0 | 0 | 0 | 3 | 12 | 1 |
| Yankees de New York | 0 | 0 | 0 | 0 | 0 | 1 | 0 | 0 | 2 | 0 | 1 | 4 | 7  | 0 |
| Lanceurs partants : MIN : Nick Blackburn NYY : A.J. Burnett Vic. : David Robertson (1-0) Déf. : Jose Mijares (0-1) HRs: NYY : Alex Rodriguez (1), Mark Teixeira (1) |   |   |   |   |   |   |   |   |   |   |   |   |    |   |

Amené dans la partie avec une avance de deux points à protéger, le stoppeur des Twins Joe Nathan accorda un coup de circuit de deux points à Alex Rodriguez, qui créait ainsi l'égalité 3-3 avec ses 2e et 3e points produits de la rencontre. En début de 11e, Minnesota remplit les buts mais David Robertson étouffa la menace en retirant les trois frappeurs suivants. Le premier frappeur des Yankees à affronter le releveur Jose Mijares en fin de 11e, Mark Teixeira, claqua un circuit pour donner la victoire à New York. Les Twins ont laissé 17 coureurs sur les sentiers pendant le match.

### Match 3
Dimanche 11 octobre 2009, au Metrodome de Minneapolis, Minnesota.
| Yankees de New York | 0 | 0 | 0 | 0 | 0 | 0 | 2 | 0 | 2 | 4 | 7 | 0 |
| Twins du Minnesota | 0 | 0 | 0 | 0 | 0 | 1 | 0 | 0 | 0 | 1 | 7 | 0 |
| Lanceurs partants : NYY : Andy Pettitte MIN : Carl Pavano Vic. : Andy Pettitte (1-0) Déf. : Carl Pavano (0-1) Sauv. : Mariano Rivera (1) HRs : NYY : Alex Rodriguez (2), Jorge Posada (1) |   |   |   |   |   |   |   |   |   |   |   |   |

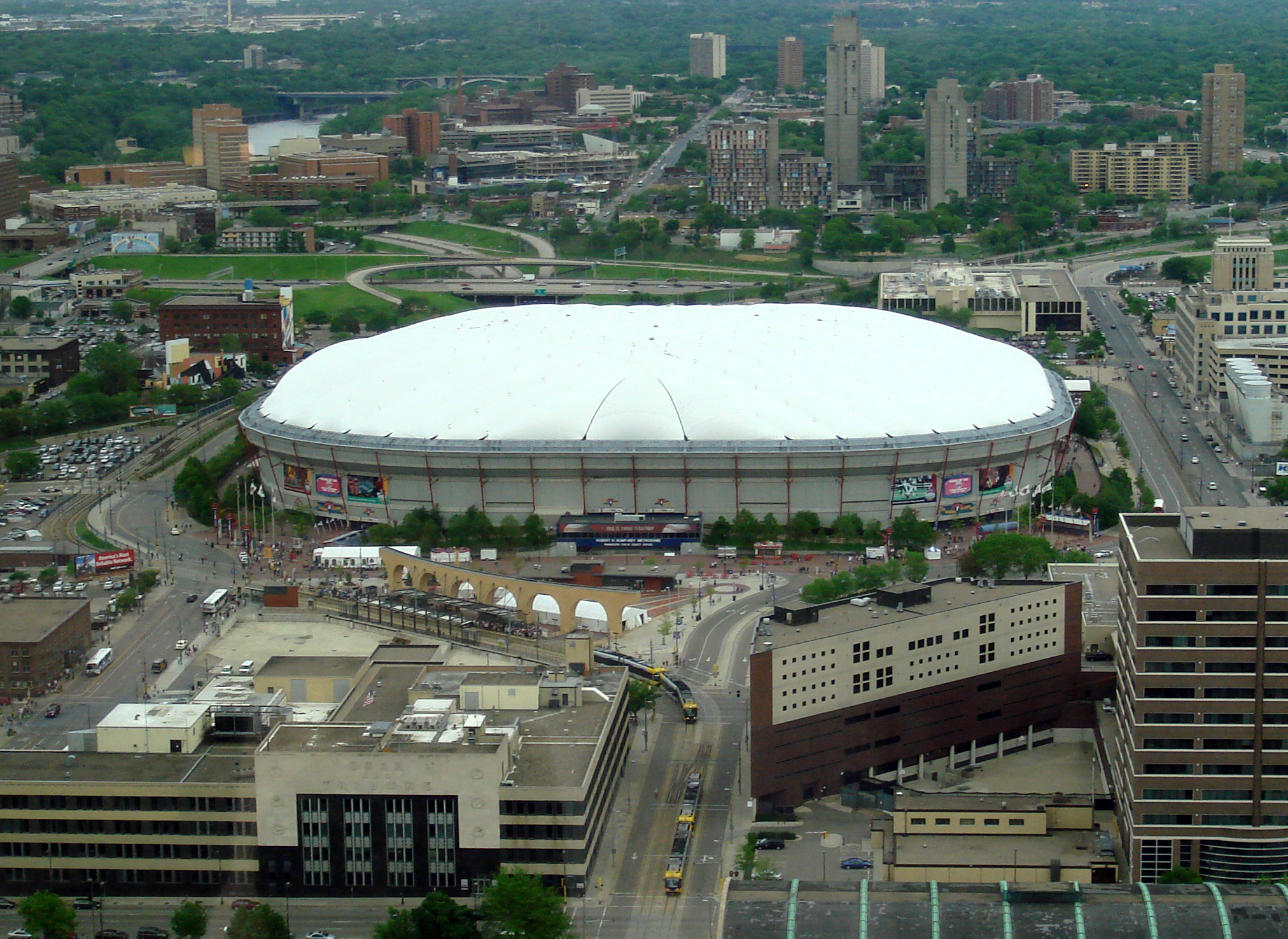
Le match du 11 octobre 2009 est le dernier joué au Metrodome par les Twins, qui emménagent en 2010 à Target Field.

À l'instar des deux premiers matchs de la série, les Twins se sont inscrits à la marque les premiers pour voir les Yankees venir de l'arrière. Un coup sûr de Joe Mauer donna les devants 1-0 au Minnesota en 6e manche mais New York répliqua avec les circuits en 7e manche d'Alex Rodriguez et de Jorge Posada aux dépens d'un ancien Yankee, le lanceur Carl Pavano. Pour A-Rod, la série se terminait avec une moyenne au bâton de, 455 et 6 points produits. Ce match était le tout dernier disputé au Metrodome de Minneapolis, le domicile des Twins depuis 1982.

## Angels de Los Angeles vs. Red Sox de Boston
Les Angels de Los Angeles d'Anaheim sont champions de la division Ouest de la Ligue américaine pour la 3e saison consécutive. Ils ont terminé la saison régulière avec 97 victoires et 65 revers, présentant le 2e meilleur dossier de la Ligue américaine et le 2e meilleur des majeures. Ils ont devancé les Rangers du Texas par dix parties dans la section Ouest.
Les Red Sox de Boston participent eux aussi aux éliminatoires pour une 3e année de suite. Ils se sont qualifiés pour une seconde saison d'affilée comme meilleurs deuxièmes, concluant la campagne en seconde place de la section Est, à huit parties des Yankees de New York.
Les Angels et les Red Sox s'affrontent en matchs d'après-saison pour une 3e année de suite et pour une 4e fois en 6 ans. Chacun des trois face à face précédents s'est terminé à l'avantage de Boston, qui l'a emporté 3 parties à zéro en 2004, 3-0 en 2007 et 3-1 en 2008.
En saison régulière 2009, les Angels ont gagné 5 des 9 parties les opposant aux Red Sox.

### Calendrier des rencontres
| Match | Date       | Visiteur              | Hôte                  | Score |
| ----- | ---------- | --------------------- | --------------------- | ----- |
| 1     | 8 octobre  | Red Sox de Boston     | Angels de Los Angeles | 0 - 5 |
| 2     | 9 octobre  | Red Sox de Boston     | Angels de Los Angeles | 1 - 4 |
| 3     | 11 octobre | Angels de Los Angeles | Red Sox de Boston     | 7 - 6 |

### Match 1
Jeudi 8 octobre 2009 au Angel Stadium, Anaheim, Californie.
| Red Sox de Boston | 0 | 0 | 0 | 0 | 0 | 0 | 0 | 0 | 0 | 0 | 4 | 3 |
| Angels de Los Angels | 0 | 0 | 0 | 0 | 3 | 0 | 2 | 0 | X | 5 | 7 | 1 |
| Lanceurs partants : BOS : Jon Lester LAA : John Lackey Vic. : John Lackey (1-0) Déf. : Jon Lester (0-1) HRs: LAA : Torii Hunter (1) |   |   |   |   |   |   |   |   |   |   |   |   |

Un coup de circuit de trois points de Torii Hunter a mené les Angels vers une victoire de 5-0. N'accordant que quatre coups sûrs aux Red Sox en sept manches et un tiers, John Lackey a remporté un premier gain en séries éliminatoires depuis le dernier match de la Série mondiale 2002.

### Match 2
Vendredi 9 octobre 2009 au Angel Stadium, Anaheim, Californie.
| Red Sox de Boston | 0 | 0 | 0 | 1 | 0 | 0 | 0 | 0 | 0 | 1 | 4 | 0 |
| Angels de Los Angels | 0 | 0 | 0 | 1 | 0 | 0 | 3 | 0 | X | 4 | 6 | 0 |
| Lanceurs partants : BOS : Josh Beckett LAA : Jered Weaver Vic. : Jered Weaver (1-0) Déf. : Josh Beckett (0-1) Sauv. : Brian Fuentes (1) |   |   |   |   |   |   |   |   |   |   |   |   |

Les Angels ont remporté ce deuxième affrontement grâce à une poussée de trois points, résultats d'un simple de deux points de Maicer Izturis et d'un triple productif d'Erick Aybar, le tout en 7e manche. L'attaque des Red Sox s'est de nouveau fait discrète. Limitée à 4 coups sûrs la veille, elle n'en a ajouté que 4 dans cette seconde partie, Jered Weaver, Darren Oliver, Kevin Jepsen et Brian Fuentes unissant leurs efforts au monticule pour les Angels.

### Match 3
Dimanche 11 octobre 2009 au Fenway Park, Boston, Massachusetts.
| Angels de Los Angeles | 0 | 0 | 0 | 1 | 0 | 1 | 0 | 2 | 3 | 7 | 11 | 0 |
| Red Sox de Boston | 0 | 0 | 3 | 2 | 0 | 0 | 0 | 1 | 0 | 6 | 7  | 1 |
| Lanceurs partants : LAA : Scott Kazmir BOS : Clay Buchholz Vic. : Darren Oliver (1-0) Déf. : Jonathan Papelbon (0-1) Sauv. : Brian Fuentes (2) HRs : LAA : Kendry Morales (1) BOS : J.D. Drew (1) |   |   |   |   |   |   |   |   |   |   |    |   |

L'offensive des Red Sox, qui n'avait généré qu'un point et huit coups sûrs en deux parties, a repris du mieux face au lanceur Scott Kazmir, les Bostonnais se forgeant devant leurs partisans une avance de 5-1. Mais les Angels marquèrent deux fois en 8e manche avant de compléter le ralliement avec 3 points en début de 9e. Face à l'as releveur Jonathan Papelbon, Erick Aybar réussit un simple après deux retraits et Chone Figgins soutira un but-sur-balles. Bobby Abreu enchaîna avec un double productif et Vladimir Guerrero fit marquer les deux points donnant les devants 7-6 à Los Angeles. Brian Fuentes protégea cette mince avance en fin de 9e.